# Bokszutca

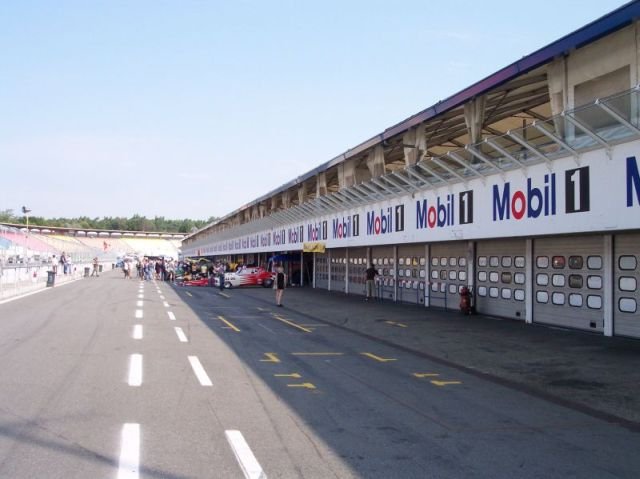
A Hockenheimring bokszutcája

A bokszutca a motorsportban a pálya azon része, melyben a csapatok tartózkodnak a verseny alatt. A bokszokban vannak a csapatok versenygépei, tartózkodnak a szerelők, és a versenyzők. A bokszba kiállhatnak bármikor hogy kereket cserélhessenek, 2009 vége előtt lehetett tankolni valamint a bokszban lehet cserélni az első szárnyat ha sérül és kisebb motorproblémákat javíttatni . A bokszutcának mindig a rajt-célegyenes mentén kell lennie. Kijárata a legtöbbször a célegyenesre vezet ki, bejárata ritkábban van a rajt-célegyenesnél. A bokszutcákban szigorú sebességkorlátozás van érvényben, ami általában 60 és 100 km/h között változik. A verseny alatt a bokszutcába kizárólag a csapatok alkalmazottjai, és kiválasztott személyek léphetnek be. Bizonyos versenypályáknál több bokszutca is van, melyek közül egy versenyen csak egyet használnak. Ilyen például a Bahrain International Circuit, ahol egy további privát bokszutca is van a királyi családnak.